# Shaka Toney
Shaka Felton Toney (Filadelfia, 8 gennaio 1998) è un giocatore di football americano statunitense che milita nel ruolo di defensive end per i Washington Commanders della National Football League (NFL).

## Carriera

### Washington Football Team/Commanders
Toney al college giocò a football  a Penn State. Fu scelto nel corso del settimo giro (246º assoluto) nel Draft NFL 2021 dal Washington Football Team. Nella settimana 12 mise a segno il suo primo sack nella vittoria di Washington nel Monday Night Football. Nella sua stagione da rookie disputò 10 partite, una delle quali come titolare, con 8 tackle e 1,5 sack.
Il 21 aprile 2023 Toney fu sospeso a tempo indefinito dalla lega per uno scandalo scommesse.